# Джордж Хоц
Джордж Франсис Хоц (на английски: George Francis Hotz) е американски хакер, известен с прякора си GeoHot. Той е първият човек, който отключва iPhone и по този начин го прави достъпен за много други мобилни оператори освен AT&T чрез неговия limera1n jailbreak tool. Хоц става много известен с хакването си над PlayStation 3 и дългите му съдебни процеси с компанията производител Sony.

## Личен живот
Хоц е роден на 2 октомври 1989 г. в Глен Рок, Ню Джърси в семейството на Мари Миничиело и Джордж Хоц, има сестра Джулия. Учи в гимназия Bergen County Academies и след завършването си решава да следва биоинформатика в Rochester Institute of Technology, но през 2007 г. прекратява следването си.
През март 2012 г. Хоц е задържан от властите за притежание на марихуана в прекомерни количества в Сиера Бланка, Тексас, но скоро след това обвиненията биват оттеглени.

## Пробиването на iPhone
През юни 2007 г. Хоц става първият човек, който успешно отключва iPhone. Според личния му блог той е изтъргувал втория си отключен 8 GB iPhone на Тери Дейдън, основател на компанията Certicell, за Нисан 350Z, както и за три 8 GB iPhone апарата, които искал да даде на хората, които са му помогнали за отключването. През февруари 2008 г. той успява да отключи дори пуснатия 4.6 bootloader, което дотогава не било възможно. На 3 юли 2009 г. той обявява purplera1n (лилав дъжд) - първия публичен софтуер за отключване на iPhone 3GS. На 13 октомври 2009 г. Хоц пуска в Интернет darkra1n (черен дъжд) - същия софтуер като purplera1n, но този може да отключва и iPod Touch. Финалната версия на софтуера му – limera1n (лимонен дъжд) – е пусната в мрежата на 11 октомври 2010 година и получава огромна популярност.

## Хакването на PlayStation 3
Към края на 2009 г. Хоц обявява на личния си блог, че ще се опита да пробие PlayStation 3, която е обявена за „напълно заключена и невъзможна за отваряне система“. Хоц разкрива нов блог, за да записва своя прогрес по случая и само пет седмици по-късно споделя, че е успял да достигне до системната памет (System Memory) и може да контролира конзолата. На 26 януари 2010 година той пуска своето откритие за обща употреба, като тогава го прави върху оригиналния фирмуеър версия 3.10, а по-късно пуска и за 3.15. Това позволява да бъде инсталирана Linux или Kernel върху PlayStation 3. Sony реагират светкавично, като обявяват пускането на ъпдейт, който щял да премахне способността на конзолата да използва Linux/Kernel - нещо, което вече го няма на Slim версиите на PlayStation 3. След дълги месеци „борба“, на 13 юли 2010 г. Хоц пише в своя Twitter, че се отказва от всякакви опити да пробие конзолата. Въпреки това на 2 януари 2011 г. на официалния му уебсайт са пуснати root ключовете за конзолата, които скоро след това са премахнати като резултат от законови действия от Sony.

## Съдебните процеси със Sony
Малко след разкриването на root ключовете на PlayStation 3, Sony призовават Хоц в съда. В отговор Хотз прави видеоклип, в който рапира за „провала“ на Sony, и го пуска в YouTube. Sony алармират всички медийни сайтове, включително и YouTube с иск да предадат IP адресите на всички, гледали клипа. PayPal позволяват достъп на Sony до акаунта на Хоц, а съдията им разрешава да видят IP адресите на всички, които са посетили официалния му сайт geohot.com. През април 2011 г. е обявено, че Sony и Хоц са достигнали до споразумение, което гласяло, че компанията се отказва от делото, стига Хоц да се откаже от всякакви опити да пробие каквито и да е било техни продукти. Към края на същия месец хакери пробиват мрежата PlayStation Network и открадват повече от 77 милиона номера на кредитни карти и друга лична информация от всички потребители, като за това отново е набеден Хоц, но скоро след това – оправдан.